# Затварская, Оксана Илларионовна
Оксана Илларионовна Затварская (15 ноября 1921, с. Яблонов, Станиславовское воеводство, Польская Республика — 16 сентября 2014, Ивано-Франковск) — украинская советская театральная актриса, заслуженная артистка Украинской ССР (1954).

## Биография
C 1939 г. — на театральной сцене.
В 1941—1962 гг. — актриса Коломыйского окружного драматического театра им. Я. Галана (ныне Коломыйский академический областной украинский драматический театр им. Ивана Озаркевича).
В 1939—1941 и в 1962—1976 гг. — актриса Ивано-Франковского музыкально-драматического театра им. И.Франко.
Заслуженная артистка Украинской ССР (1954).

## Театральные работы
- Цыганка Чипра — «Циганский барон»,
- Серполетта — «Корневильские колокола» Р. Планкета,
- Христина — «Птицелов из Тироля»,
- Катерина — «Катерина», М. Аркас,
- Оксана — «Запорожець за Дунаем»,
- Христина — «Наймычка»,
- Нора — «Нора», Г. Ибсен,
- Варвара — «Гроза» А.Островский,
- Луиза, леди Милфорд — «Коварство и любовь»,
- Марина — «Власть тьмы»,
- Полина — «Мачеха»,
- Килина — «Лесная песня»,
- Палагна — «Тени забытых предков»,
- Донна Анна — «Каменный хозяин»,
- Панночка — «Вий», Н.Гоголь

## Награды
- Медаль «За трудовую доблесть» (7 марта 1960)[1].
- Заслуженная артистка Украинской ССР (1954).